# Prodiaphania arida
Prodiaphania arida är en tvåvingeart som beskrevs av Paramonov 1968. Prodiaphania arida ingår i släktet Prodiaphania och familjen parasitflugor. Inga underarter finns listade i Catalogue of Life.